# 鋸山の戦い
鋸山の戦い（のこぎりやまのたたかい、英語: Battle of the Saw）は、古代カルタゴの内乱である傭兵戦争中の紀元前238年に現在のチュニジア北部においてハミルカル・バルカが率いるカルタゴ軍と反乱軍の間で起こった戦闘である。
カルタゴは紀元前241年に始まった傭兵戦争において反乱を起こした傭兵や蜂起した北アフリカの諸都市と戦っていた。反乱軍はカルタゴ軍との間で起こった何度かの戦闘を経てカルタゴを包囲するに至り、これに対しハミルカルが率いるカルタゴ軍は反乱軍の補給線を襲撃した。その結果、反乱軍はカルタゴに近いチュニスの拠点に撤退したが、その一方でハミルカルの軍事行動を阻止するために反乱軍の指導者の一人であるスペンディウスが率いる部隊を送り出した。
カルタゴ軍が保有する戦象や戦力で上回る騎兵に対し開けた土地で直接戦うことができなかった反乱軍は高所の荒れた土地に留まり、そこからカルタゴ軍に消耗戦を仕掛けた。しかし、数か月に及んだ互いの軍事行動を経た末に反乱軍はハミルカルに率いられたカルタゴ軍によって「鋸山」の名で知られていた山岳地帯に閉じ込められた。その結果、反乱軍の食糧は底が尽き、捕虜や奴隷まで食べざるを得なくなるという事態に陥った。包囲された反乱軍の兵士たちは自軍の指揮官たちに責任を押し付け、ハミルカルとの交渉を強要したが、カルタゴ軍の陣営に赴いたスペンディウスを含む反乱軍の指揮官たちはハミルカルによって拘束された。その後、カルタゴ軍は指導者のいない飢えに苦しむ反乱軍を戦象を先頭に全軍で攻撃し、これを壊滅させた。
捕らえられた反乱軍の指揮官たちはチュニスの市内から完全に目にすることができる場所で磔にされた。その後、残りの反乱軍はチュニスを放棄して南方の都市へ向かったものの、カルタゴ軍によって後を追われた。最終的にこの戦争はカルタゴ軍がレプティス・パルウァの戦いで反乱軍に勝利し、反乱の鎮圧に成功したことでカルタゴの勝利によって決着した。

## 背景
紀元前3世紀に地中海西部の二大勢力であったカルタゴと共和制ローマの間で起こった第一次ポエニ戦争は紀元前264年から紀元前241年までの23年間にわたって続いた。双方の勢力は主に地中海のシチリアとその周辺海域、そして北アフリカで覇権を争った。この戦争は最終的にカルタゴとローマの双方が莫大な物的資源と人的資源を喪失した末にカルタゴが敗北するという結果に終わり、シチリアのカルタゴ軍の司令官は交渉の末にローマとの講和条約の締結に合意した。
その一方でカルタゴの将軍の大ハンノがローマとの戦争の末期に一連の軍事作戦を指揮し、アフリカにおけるカルタゴの支配地を大きく拡大させた。そして自らの軍事作戦とローマとの戦争の戦費を賄うため、新しく征服した土地から厳しく税を取り立てた。あらゆる農業生産物の半分が戦時税として徴収され、それまで町や都市が納めていた税金は2倍にされた。これらの強制的な税の取り立ては厳しく実行され、多くの地域に極端な窮状をもたらした。

### 反乱の勃発

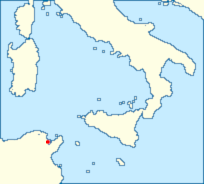
カルタゴの位置を示した地図（地中海中部）

ローマに敗れたカルタゴはシチリアにいた20,000人の兵士をカルタゴに帰還させた。カルタゴ政府はこれらの兵士が受け取るべき数年分の報酬を速やかに支払って兵士たちを故郷に帰すのではなく、すべての部隊が到着するまで待ち、交渉によって報酬額を引き下げようと試みた。長期に及んだ軍隊の規律から解放され、何もすることがなくなった兵士たちは仲間内で不満を漏らし、全額に満たない額で支払いを済ませようとするカルタゴ人のあらゆる試みを拒否した。結局、これらの兵士たちはカルタゴの近くに位置するチュニスの町を一方的に占拠した。慌てたカルタゴの元老院は全額での支払いを認め、これで不満は収まったかに見えたものの、報酬を支払う時になって突然軍内の統制が崩れた。一部の兵士たちがカルタゴとの取引は受け入れられないと主張して暴動を起こし、反対者は投石によって殺害された。さらにカルタゴの元老院の交渉担当者は捕らえられ、交渉担当者が持ち運んできた資金は差し押さえられた。
反乱を起こした兵士たちは二人の人物を司令官であると宣言した。一人はローマの逃亡奴隷であり、もし再び捕らえられることがあれば拷問による死に直面することになるスペンディウス、もう一人はカルタゴのアフリカ領内における増税に対する大ハンノの態度に不満を抱いていたベルベル人のマトスである。カルタゴの領土の中核地帯に豊富な軍務経験を持つ反カルタゴ軍が結成されたという情報は瞬く間に広まった。そして多くの都市や町が同様に反乱を起こし、食糧や資金とともに援軍が押し寄せた。歴史家のポリュビオスは最終的に70,000人が反カルタゴの運動に加わったと述べているが、これらの人々の多くは実際にはカルタゴからの報復に備えて地元の町を守るために足止めを強いられていたとみられている。結局、傭兵の報酬をめぐる争議は本格的な反乱へ発展することになった。その後3年間続いたこの戦争は傭兵戦争の名で知られ、国家としてのカルタゴの存在を脅かした。

## 反乱の経過

傭兵戦争における反乱軍（赤）、ハミルカルの軍（黒）、および大ハンノの軍（紫）の大まかな行動の推移を示した図
5番…バグラダス川の戦いの場所
6番…鋸山の戦いに至るハミルカルの軍の大まかな移動ルート
7番…鋸山の戦いの場所を示しているが位置は極めて大まかである

反乱軍の主力部隊がチュニスの拠点からカルタゴを封鎖し、その一方でマトスは北にいる2つの反乱軍の集団に対しこの時点ではまだ反乱側についていなかった（カルタゴ以外の）2つの重要な港湾都市であるウティカとヒッポ（現在のビゼルト）を包囲するように命じた。これに対しカルタゴ側では大ハンノがカルタゴのアフリカ軍の司令官として8,000人から10,000人に及ぶ兵士と100頭の戦象を率いて戦地に赴いた。大ハンノの軍隊にいたアフリカ人のほとんどはカルタゴに対する忠誠を維持しており、同時に対立する同胞のアフリカ人の行動にも慣れていた。また、アフリカ人以外からなる部隊も同様に忠誠を保っていた。さらに、人数は不明なもののカルタゴ市民の兵士も大ハンノの部隊に編入された。
紀元前240年の初頭に大ハンノは反乱軍によるウティカの包囲を解こうとしたものの、ウティカの戦いで反乱軍に敗れた。同じ年の残りの期間、大ハンノは反乱軍との小競り合いに終始し、再三にわたって会戦に持ち込む機会や敵を不利な状況に追い込む機会を逃した。軍事史家のナイジェル・バグナルは、大ハンノの「野戦軍の指揮官としての能力不足」について指摘している。紀元前240年のある時期にカルタゴはおよそ10,000人の新たな軍隊を編成した。この軍隊には反乱軍の脱走兵、新しく雇われた傭兵、市民兵、2,000人の騎兵、そして70頭の戦象が含まれていた。また、軍隊は以前にシチリアにおいてカルタゴ軍を率いていたハミルカル・バルカの指揮下に置かれた。
ハミルカルは緒戦となったバグラダス川の戦いで反乱軍の大軍を破り、その後はさまざまな外交努力と実力行使を組み合わせることで反乱軍の手に渡っていたいくつかの都市のカルタゴに対する忠誠を取り戻した。その一方でハミルカルはスペインディウス配下の反乱軍に追われていたが、スペンディウスもカルタゴ軍の騎兵と戦象を恐れたために荒れた土地に留まり、直接打って出る代わりにハミルカルの偵察部隊や食糧を探す部隊を襲撃した。同じ頃に大ハンノは北のヒッポの近郊でマトスに対する作戦を練っていた。その後、ハミルカルはウティカの南西の山中に軍隊を移動させ、反乱軍を戦闘に誘い込もうとしたが、逆に反乱軍によって包囲された。しかし、以前にシチリアでハミルカルに仕え、ハミルカルを高く評価していたヌミディア人の指揮官であるナラウアスが反乱軍を離反し、2,000人の騎兵隊を引き連れてカルタゴ軍に帰順したことでようやく危機を脱した。この出来事は反乱軍にとって致命的なものとなり、反乱軍はその後に起こった戦闘で10,000人の戦死者を出し、4,000人を捕虜で失った。

### 「執念深い戦争」
ハミルカルはカルタゴを発って以来捕虜とした反乱者たちを厚遇し、自軍に加わるか自由に故郷へ帰還するかの選択を認めていた。そして上述の戦いで捕虜となった4,000人に対しても同じ提案をしていた。スペンディウスはこのような寛大な処置がナラウアスの離反の裏にあった動機に結びついていたと考え、自軍が分裂することを恐れた。その結果、ガリア人のアウタリトゥスを始めとする高位の部下に促されたこともあり、両陣営の間の友好につながるあらゆる可能性を排除するために700人に及ぶカルタゴ人の捕虜を拷問に掛けて殺害した。この時、捕虜たちは手を切断され、去勢され、足を折られ、さらに穴に投げ込まれて生き埋めにされた。これに対しカルタゴ側も同様に捕虜を殺害した。この時点から両陣営とも情け容赦を見せなくなり、その後の戦闘などにおける異常とも言えるほどの残虐性から、ポリュビオスはこの戦争を「執念深い戦争」と呼んだ。
紀元前239年の3月から9月の間のある時にそれまでカルタゴに忠実であったウティカとヒッポの住民がカルタゴの守備隊を殺害して反乱軍に加わった。その後、この地域で活動を続けていたマトスと反乱軍は南下し、チュニスで同志たちと合流した。その一方で大ハンノはカルタゴに呼び戻され、紀元前239年中頃にハミルカルがカルタゴ軍の最高司令官に任命された。騎兵の戦力では明らかに優位に立っていたハミルカルはカルタゴ周辺の反乱軍の補給線を急襲した。マトスは紀元前238年初頭に物資不足に陥ったためにカルタゴに対する包囲を解かざるを得なくなったが、より遠方のチュニスからの封鎖は維持し続けた。

## 軍隊の構成

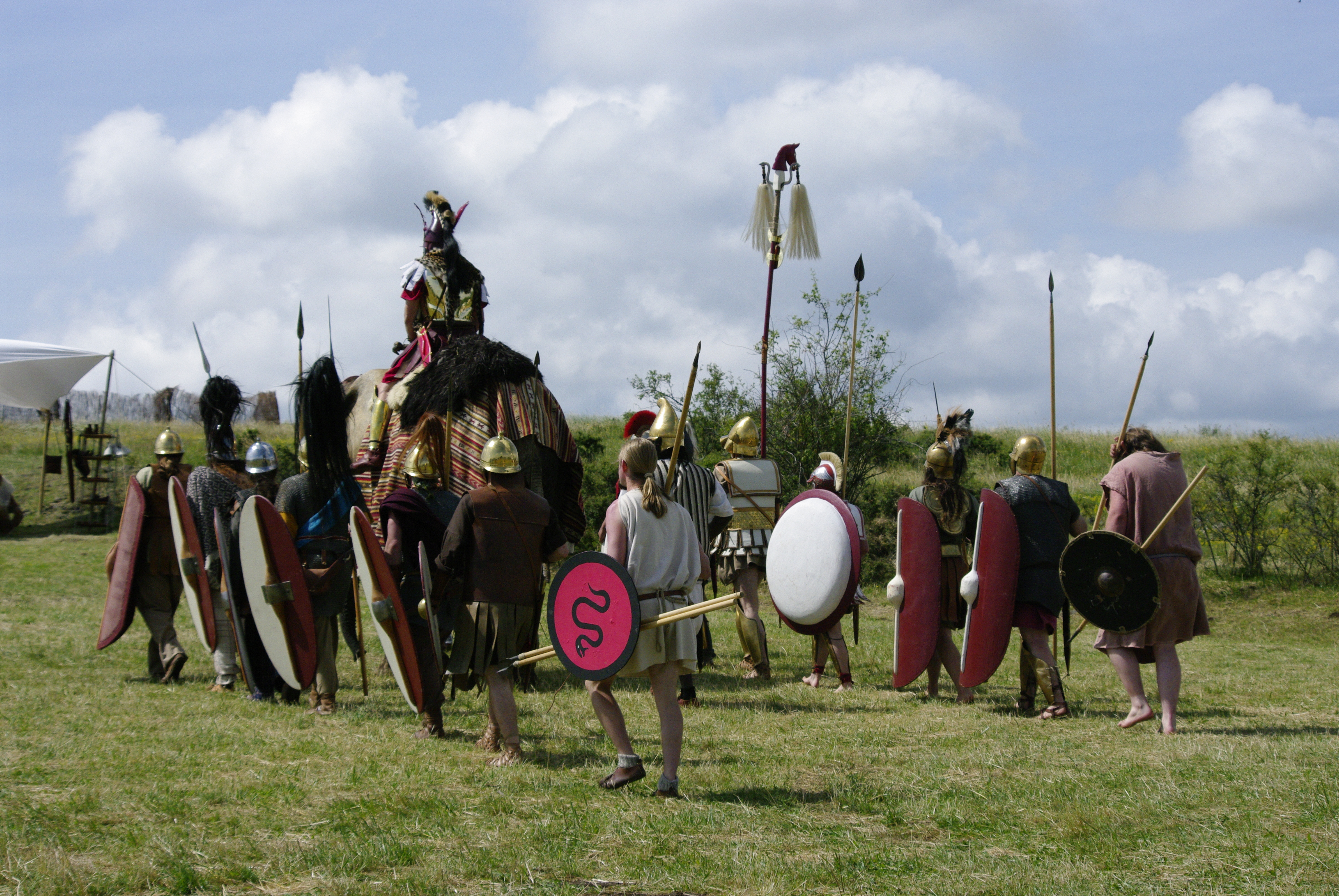
カルタゴ軍の兵士と戦象の再現（2012年）

カルタゴの軍隊はほぼ常に外国人で構成されており、カルタゴ市民はカルタゴに対する直接的な脅威があった場合にのみ軍隊に加わった。ローマ人による史料はこれらの外国人兵士を軽蔑を込めて「傭兵」と呼んでいるが、現代の歴史家のエイドリアン・ゴールズワーシーは、このような見方を「甚だしく単純化し過ぎ」であると述べている。実際にはカルタゴの外国人兵士たちは多様な取り決めの下で軍務に就いていた。たとえば同盟関係にある都市や王国の正規軍が公的な協定の一環としてカルタゴに派遣される場合もあった。また、これらの外国人の兵士の中で最も多くを占めていたのは北アフリカ出身者であった。
リビア人は大きな盾、兜、短剣、そして長槍を装備した密集隊形の歩兵と槍を装備した突撃騎兵（重装騎兵としても知られる）を供給し、どちらの部隊も規律と耐久力に優れていることで知られていた。ヌミディア人は接近戦を回避し、遠距離から槍を投げる軽装騎兵と、投槍を装備した軽装歩兵からなる散兵を供給した。ヒスパニアとガリアからは経験豊富な歩兵が供給されていた。これらの歩兵は鎧を装着していなかったが、猛烈な突撃を見せる一方で戦闘が長引くと離脱するという評判があった。バレアレス諸島からは投石を専門とする兵士が採用された。リビア人の歩兵とカルタゴの市民兵はファランクスとして知られる密集陣形で戦っていた。また、必要な兵力を埋め合わせるためにシチリアとギリシア、そしてイタリア出身の兵士も戦争中に合流していた。当時の北アフリカにはアフリカ原産のマルミミゾウが生息しており、カルタゴ人はこれらの象を頻繁に戦象として活用していた。
軍事行動を開始した時点における反乱軍の野戦部隊の規模はおよそ50,000人であり、このうち20,000人がチュニスの拠点からカルタゴの封鎖を続けるために残されたと推測されている。この50,000人の部隊にはシチリアにおける戦いを生き延びた経験豊富な熟練兵の大部分が加わっていたものの、部隊の大半は新しく採用された兵士で占められていた。部隊の兵士たちの大部分は歩兵であり、騎兵についてはカルタゴ軍よりも少なく質でも劣っていた。さらに反乱軍は戦象を全く保有していなかった。一方のカルタゴ軍の総兵力についてはよくわかっていないものの、少なくとも20,000人、恐らくは30,000人以上いたと推定されており、そのすべてが兵役経験者によって占められていた。また、多数の戦象も保有していたが、その数については不明である。

## 戦闘前の経過と両軍の状況
反乱軍はチュニスに大規模な部隊を駐屯させていたものの、物資不足に陥ったために現状を維持することができなかった。結局、反乱軍のうちの大部分がハミルカルの襲撃を阻止し、可能であればその軍隊を壊滅させることを目的とする遠征に送り出された。この遠征軍の総司令官はスペンディウスであり、アウタリトゥスと経歴の不明なザルザスという名の共同司令官あるいは配下の上級司令官を伴っていた。一方のカルタゴ軍は恐らく3個師団に分けられており、1つ目の師団はハミルカル、2つ目の師団は上級司令官のハンニバル、そして3つ目の師団は強力な騎兵隊を率いるナラウアスが指揮を執っていた。

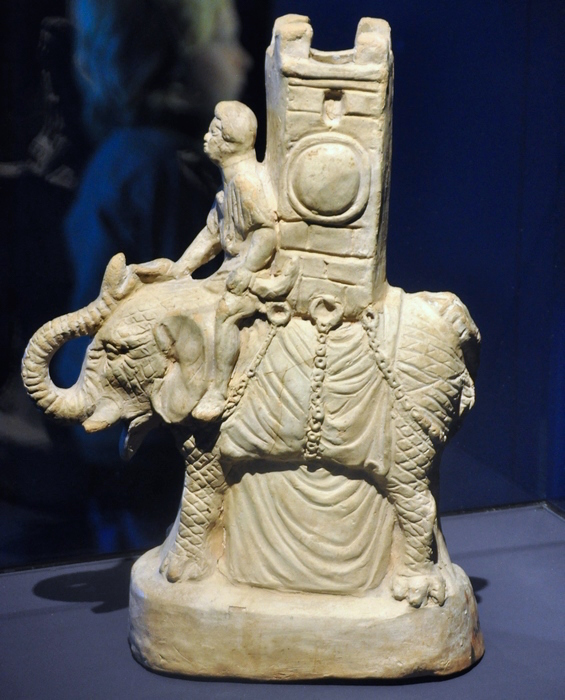
ポンペイから出土した古代ローマ時代の戦象の彫像

当初反乱軍はハミルカルの軍勢を追い払うことに成功し、自分たちとチュニスにいる仲間の双方に物資を届けることができる道を開いたが、一次史料にこれがどのようにして達成されたのかは記されていない。反乱軍の野戦部隊は進軍を続け、一方のハミルカルは3つの師団を引き連れてチュニジアの高地に入った。前年と同様に反乱軍は主にカルタゴ軍の戦象や騎兵が効果的に活動できないような高地の荒れた土地に留まり、そこからカルタゴ軍に消耗戦を仕掛けた。反乱軍はカルタゴ軍に補給の問題を引き起こし、数で勝る歩兵にとって有利な地形に誘い込むか、あるいはカルタゴ軍の師団の1つを孤立させ、個別に撃破することを狙っていた。しかし、歴史家のデクスター・ホヨスは、このような作戦を「極めてリスクの高い戦術」であると指摘している。
一次史料はその後の数か月にわたる両軍の作戦行動について、奇襲や罠、計略の実行、そして多くの進軍と反撃といったいくつかの錯綜した説明を残している。両軍の行動の結果はまちまちであり、それぞれがいくつかの衝突で敗れ、死傷者や捕虜を出すといった損失を被った。デクスター・ホヨスは、大まかに言えばこの消耗戦は反乱軍側にとって有利な戦いであったと述べている。もし反乱軍が自軍を無傷に保つことができればカルタゴ軍の戦力は相対的に縮小していくため、反乱軍は会戦に持ち込むリスクを冒す必要がなく、そもそもその気もなかった。このように反乱軍にとっては消耗戦の遂行の方が楽であったが、対照的にハミルカルには拠点のカルタゴから遠く離れすぎた場所まで誘き出されることなく迅速に軍事作戦を終結させることが求められていた。しかし、ハミルカルには兵士たちが平均して経験豊富であること、戦象と騎兵を有していること、そして将軍としての経験が豊富であることといったいくつかの有利な点があった。ハミルカルは10年にわたりほとんど継続的に軍の指揮を執っていたが、一方の反乱軍の将官はせいぜい下級士官としての経験しかなく、スペンディウスに至っては逃亡奴隷の立場から転身した雑兵でしかなかった。それでもなお反乱軍の指揮官たちは効果的な作戦を遂行したが、ハミルカルの経験には及ばなかった。
その一方でハミルカルは残虐化していた戦争の性格に合わせるかのように常に象に踏みつけさせるというやり方ですべての捕虜を処刑した。しかし、このような行為は最も耐え難い状況に陥ったとしても戦い続けるように反乱軍を仕向けるという逆効果ももたらした。反乱軍はカルタゴ軍とは対照的に捕らえたすべてのカルタゴの兵士を助命し、奴隷とした。

## カルタゴ軍による反乱軍の封鎖と戦闘

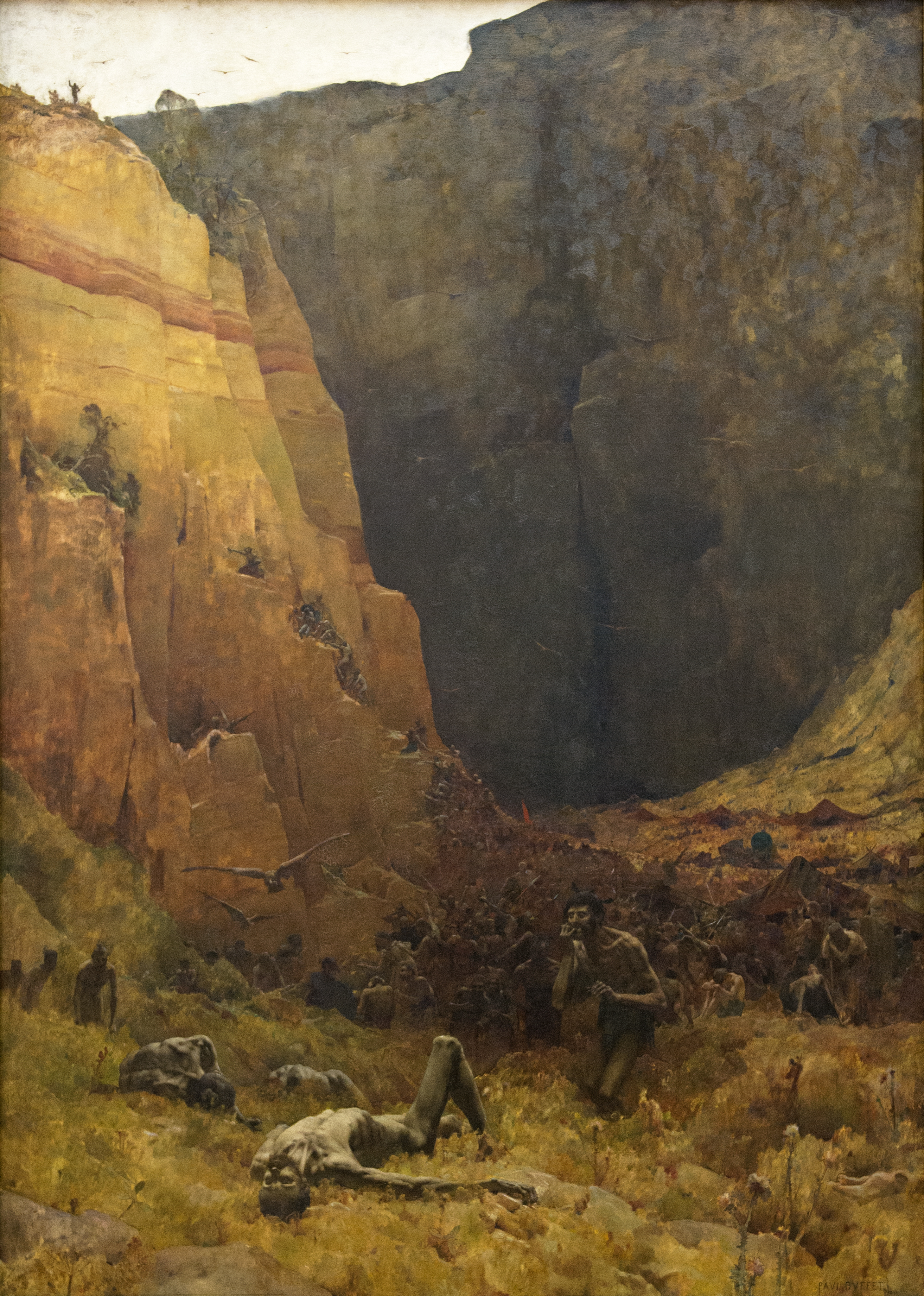
『斧の峡道』の題名で知られるフランスの画家のポール・ビュッフェによる絵画（1894年）。「鋸山」に閉じ込められ、飢餓に苦しむ兵士たちの姿が描かれている。

最終的にハミルカルはチュニジア北部のある山道か山岳地帯で反乱軍を封鎖した。また、その場所は付近のいくつかの丘か山の輪郭が鋸に似ていたことから「鋸山」の名で知られていた。デクスター・ホヨスは、反乱軍はカルタゴ軍との接触を避けることができ、安全だと思い込んでいた場所で警戒を緩めていたが、ナラウアス配下の熟練した斥候によって自軍の居場所を突き止められたのではないかと推測している。その後、反乱軍はハミルカルによる奇襲を受け、即座の反撃も戦象と自軍より優れていた騎兵によって阻止された。そして反乱軍が状況を把握するまでの間にカルタゴ軍は（ポリュビオスが反乱軍にとって「救いがない」と述べている）いかなる敵の攻撃も明らかに成功する見込みのない有利な地形で陣地を構えた。この時点における反乱軍の兵力は奴隷と捕虜を除いてもまだ40,000人以上いたと推測されている。反乱軍は水場にはありつけたものの食料にはありつけず、恐らくすでに付近一帯の不毛な土地で食料を集め尽くしていたとみられている。一方のカルタゴ軍は自由に移動して広い地域から食料を集めることができた。
山間部に閉じ込められ、数週間の間に食料を食べ尽くした反乱軍は馬を食べたが、それも尽きると捕虜や奴隷まで食べざるを得なくなるという事態に陥った。何人かの使者がチュニスへ派遣されたものの、そのうちの何人が包囲を掻い潜ることができたのかは定かではない。反乱軍はマトスがチュニスから出撃して自分たちを救出してくれることを願いながらその場で耐えた。しかし、マトスにこの事態が知らされていたかどうかに関係なくマトスは動かなかった。あるいはマトスはこの情報を知らされていたものの、大ハンノが指揮する10,000人のカルタゴの守備隊を前にして動き出すことはできないと考えていた可能性もある。包囲された兵士たちは自分たちが置かれた状況の責任を指揮官たちに押し付け、その結果、指揮官たちはハミルカルとの交渉を試みざるを得なくなった。しかし、ハミルカルは交渉のために赴いてきたスペンディウス、アウタリトゥス、およびザルザスの3人とその副官たちを拘束した。そして指揮官が不在で飢えに苦しんでいる反乱軍を戦象を先頭に全軍で攻撃した。反乱軍の兵士たちはすべて殺害され、降伏した者たちも全員戦象の足下に投げ込まれた。一方のカルタゴ軍の人的損害は軽微であった。

## 戦闘後の経過

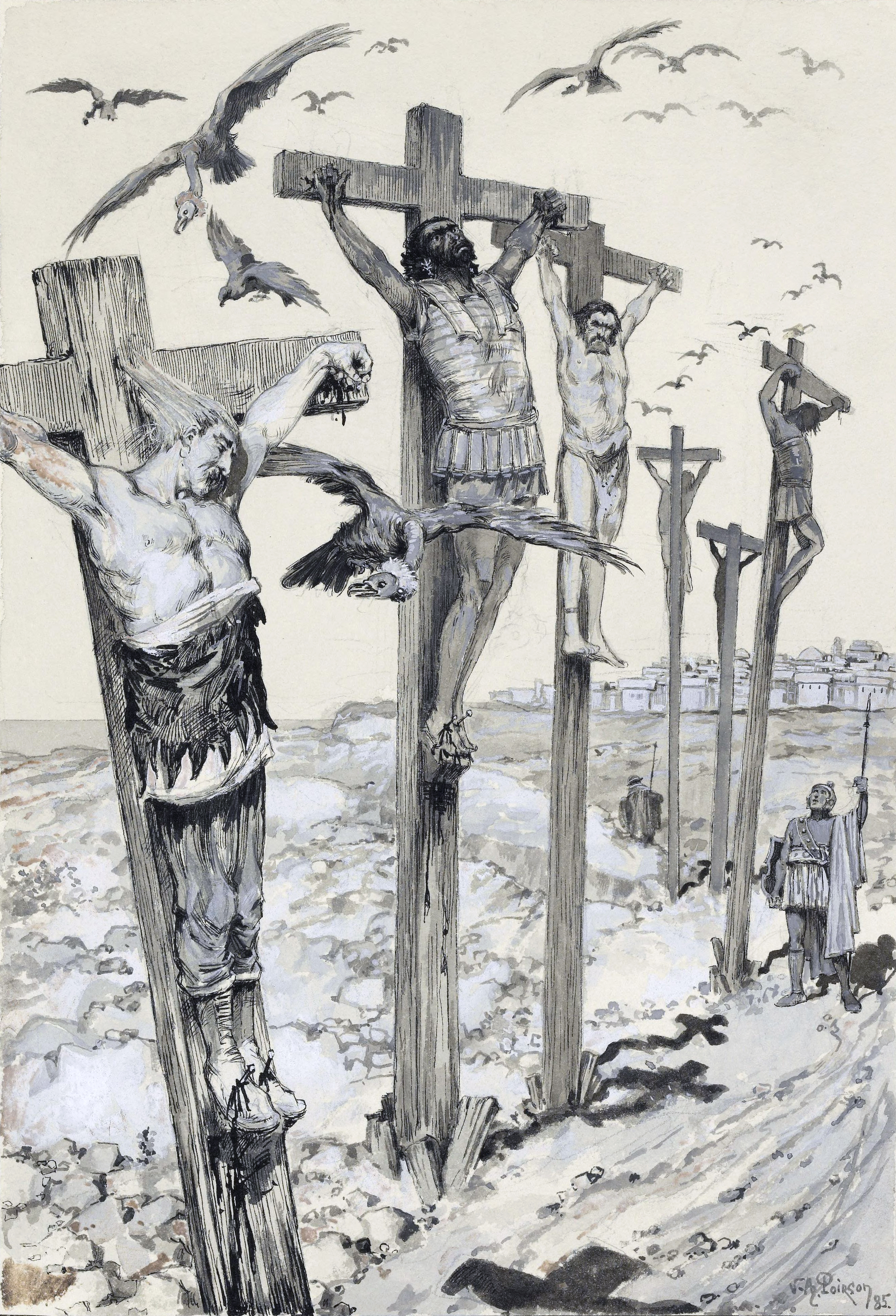
チュニスの前で磔にされた反乱軍の指導者の姿が描かれているギュスターヴ・フロベールの小説『サランボー』の挿絵（ヴィクトル・アルマン・ポワソン画、1890年）

ハミルカルは戦闘後の紀元前238年の後半にチュニスへ進軍し、都市を包囲した。チュニスは東西方向からの接近が困難であったため、ハミルカルは軍の半分を率いて都市の南側に陣地を築き、副官のハンニバルが残りの部隊を率いて都市の北側に陣地を構えた。鋸山の戦いの前に捕虜となっていた反乱軍の指揮官たちは都市から完全に目にすることができる場所で磔にされた。しかし、マトスがカルタゴ軍の不意を突く大規模な夜襲を命じ、その結果としてカルタゴ軍は多数の死傷者を出した。この時カルタゴ軍の野営地の1つが占領され、多くの物資を失っただけでなく、ハンニバルとその軍の下を訪れていた30人の著名な人々からなるカルタゴの代表団までもが捕らえられた。これらのカルタゴ人の捕虜は拷問を受け、以前スペンディウスとその同僚が磔られていた十字架に磔にされた。結局、ハミルカルは都市の包囲を放棄し、北へ撤退した。
その後、マトスは反乱軍を率いてチュニスから南へ160キロメートルに位置する豊かな港町であるレプティス・パルウァ（現在のモナスティールのすぐ南に位置する）に向かった。大ハンノとハミルカルは兵役年齢に達していたすべてのカルタゴ市民を含む総勢で25,000人を超える兵士と多くの戦象を率いて反乱軍の後を追った。カルタゴ軍は続いて起こったレプティス・パルウァの戦いで反乱軍を壊滅させることに成功し、捕虜は奴隷として売られた。マトスもこの時に捕らえられ、カルタゴの市中を引き回された末に市民による拷問を受けて殺害された。
この時点でまだカルタゴに対する降伏を受け入れていなかったほとんどの町と都市はすぐに降伏の意思を示したが、ウティカとヒッポの住民に関してはカルタゴ人の殺害に対する報復を恐れていた。住民たちは抵抗を試みたものの、ポリュビオスによれば、結局はこれらの住民も（恐らく紀元前238年の末かその翌年の非常に早い時期に）「速やかに」降伏した。降伏した町や都市は寛大に扱われたが、カルタゴ人の総督を受け入れざるを得なかった。